# バンフシャー統監
バンフシャー統監（バンフシャーとうかん、英語: Lord Lieutenant of Banffshire）は、イギリスの官職。統監の1つで、バンフシャーを担当する。1789年に勃発したフランス革命がヨーロッパ諸国に飛び火するとともに1792年にはスコットランド各地で暴動がおこり、地方政府の対応に不満を感じたイギリス政府は1794年にイングランドの統監職をスコットランドでも常設職として設立した。

## 一覧
- 1794年3月17日 – 1809年1月24日：第2代ファイフ伯爵ジェイムズ・ダフ（英語版）[2][3]
- 1809年9月 – 1813年：委員会制[4]
  - 第4代準男爵サー・ジョージ・アバークロンビー[4]
  - フランシス・ガーデン・キャンベル[4]
  - ステュアート・ソウラー[4]
- 1813年6月8日 – 1856年：第4代ファイフ伯爵ジェイムズ・ダフ[3]
- 1856年3月17日 – 1879年8月7日：ジェイムズ・ダフ閣下（のち第5代ファイフ伯爵）[3]
- 1879年8月22日 – 1903年9月27日：第6代リッチモンド公爵チャールズ・ゴードン＝レノックス[3][5]
- 1903年11月16日 – 1928年1月18日：第7代リッチモンド公爵チャールズ・ゴードン＝レノックス[3][6]
- 1928年4月11日 – 1930年4月13日：初代準男爵サー・ジョン・リッチー・フィンドレイ（英語版）[3][7]
- 1930年7月19日 – 1946年9月8日：ジェームズ・アーチボルド[3][8]
- 1946年12月21日 – 1964年9月9日：第8代準男爵サー・ジョージ・アバークロンビー（英語版）[3][9]
- 1965年1月15日 – 1987年：トマス・ロバート・ゴードン＝ダフ[3][10]
- 1987年12月11日 – 2002年：ジェイムズ・アレグザンダー・ストラッチャン・マクファーソン[3]
- 2003年2月19日 – 2019年8月4日：クレア・ナンシー・ラッセル（英語版）[3][11]
- 2019年8月4日 – ：クリストファー・アンドルー・クロフォード・シンプソン[11]